# Jarhead (bog)
 For alternative betydninger, se Jarhead. (Se også artikler, som begynder med Jarhead)
Jarhead er en selvbiografisk bog skrevet af Anthony Swofford. Bogen handler om Swoffords tid i United States Marine Corps som snigskytte og hans oplevelser under Golfkrigen i 1991.
Bogen blev filmatiseret i 2005, også med titlen Jarhead.
| Bog | Spire Denne artikel om bøger og tidsskrifter er en spire som bør udbygges. Du er velkommen til at hjælpe Wikipedia ved at udvide den. |